# Philippe Kragbé
Pour les articles homonymes, voir Kragbé.
Kragbé Béhibro Philippe Michael, né en 1989, est un haut fonctionnaire, juriste et homme politique ivoirien. Il est Administrateur des services financiers, chef de cabinet du Ministre délégué auprès du Premier Ministre, Ministre des Sports et du Cadre de Vie, et Secrétaire National du Rassemblement des Houphouëtistes pour la Démocratie et la Paix (RHDP),.

## Biographie

### Formation
Philippe Kragbé effectue ses études supérieures à l’Université Félix Houphouët-Boigny d’Abidjan, où il obtient une licence et une maîtrise en droit privé, option professions judiciaires. Il poursuit avec un Diplôme d’Études Approfondies (DEA) en droit privé fondamental, avant d'entamer un doctorat en droit privé en codirection avec la même université. Parallèlement à sa formation juridique, il obtient un master en administration d’entreprise, développant une double compétence en droit et en management.

### Carrière professionnelle
Philippe Kragbé entame sa carrière en tant qu’agent à l’Institut National de la Statistique en 2009, puis évolue dans le secteur privé en tant que responsable juridique et administratif chez Eurofeu Côte d’Ivoire, et gérant de plusieurs entreprises privées.
Il intègre ensuite la haute fonction publique en tant que conseiller technique chargé des affaires juridiques dans plusieurs ministères, notamment celui de la Promotion des PME, de l’Artisanat et de la Transformation du Secteur Informel. Il exerce ensuite des fonctions au sein de la Direction générale du Trésor et de la Comptabilité Publique (DGTCP), notamment à la Direction des Moyens Généraux ainsi qu'à la Paierie Générale de la Protection de l’Environnement, en qualité d’administrateur des services financiers. En octobre 2023, il est nommé chef de cabinet du ministre délégué auprès du Premier ministre, chargé des Sports et du Cadre de Vie.
Il a occupé plusieurs postes dans des organes de régulation ou d’orientation, notamment en qualité de Membre du Conseil de surveillance de l’Agence Côte d’Ivoire PME, Membre du Conseil d’orientation de l’Agence Emploi Jeunes, Membre du Conseil d’administration de l’Autorité de Régulation des Récépissés d’Entreposage, Membre de l’Autorité de Régulation des Jeux de Hasard et Président de la Commission de suivi des structures d’accompagnement des PME.

### Engagement politique
Philippe Kragbé s’illustre très tôt par son implication dans les mouvements politiques de jeunesse en Côte d’Ivoire. Il a été militant puis vice-président de la Jeunesse du PDCI-RDA en milieu urbain (JPDCI-Urbaine), avant de rejoindre le RHDP, où il poursuit son engagement en faveur de la jeunesse et de la cohésion nationale.
En 2018, au sein du RHDP, il occupe les fonctions de directeur exécutif adjoint chargé de la jeunesse (2019), puis est nommé secrétaire national en charge de la jeunesse, un poste stratégique qu’il exerce jusqu’en décembre 2023. À travers cette responsabilité, il pilote des actions de mobilisation, de formation politique et d'encadrement des jeunes militants, contribuant activement au rayonnement de son parti ainsi qu'à la préparation des jeunes cadres à la relève politique.
Il s’engage également dans la vie politique locale, où il est élu sur la liste RHDP du Conseil Régional du Lôh Djiboua (2018-2023), puis nommé successivement : 5e vice-président, 4e vice-président et 1er vice-président dans le bureau du Conseil régional. Cette progression témoigne de la reconnaissance de ses pairs et de sa montée en responsabilité au sein de l’instance régionale.

### Vie associative
Philippe Kragbé a été président de promotion en faculté des Sciences Juridiques, Administratives et Politique de l'Université de Cocody. Il fut également secrétaire général de l’ONG Ivoire Conscience Bonne Gouvernance, s’engageant activement pour la promotion de l’éthique publique et de la citoyenneté responsable.

### Distinctions
Officier de l’Ordre du Mérite de la Fonction Publique (2024), Officier de l’Ordre du Mérite Sportif (2024), Chevalier de l’Ordre National (2019).